# 尼娜·平扎罗内
尼娜·平扎罗内（義大利語：Nina Pinzarrone，2006年11月24日—），比利时女子花样滑冰运动员，2023年NHK杯女子单人滑铜牌得主、2023年法国大奖赛女子单人滑银牌得主、2024年欧洲花样滑冰锦标赛女子单人滑铜牌得主。